# Герета Юрій-Володимир Остапович
Юрій-Володимир Остапович Герета (нар. 30 січня 2004) — український футболіст, воротар клубу «Рух» (Львів).

## Клубна кар'єра
Вихованець львівських «Карпат», виступав за юнацьку команду клубу.
На початку жовтня 2020 року перейшов до «Руху». Сезон 2020/21 років розпочав у складі юніорської (U-19) команди клубу. За першу команду дебютував 25 жовтня 2020 року в програному (0:4) виїзному поєдинку 7-го туру Прем'єр-ліги проти луганської «Зорі». Юрій-Володимир вийшов на поле на 90-й хвилині, а дві хвилини по тому юний воротар пропустив м'яч від іранського нападника Аллах'яра Сайядманеша.
Наймолодший дебютант Руху в УПЛ, та другий наймолодший дебютант серед воротарів в УПЛ (16 р. 268 днів).
У 2022 році почав виступати за команду «Рух-2» у Прем'єр-лізі Львівської області, за підсумками сезону 2022 був включений до списку претендентів на відзнаку найкращому воротареві обласної прем'єр-ліги, але набрав лише 1 голос проти 13 в переможця Андрія Жука. 8 серпня 2023 разом з «Рухом-2» розпочав виступи в другій лізі: дебютним став матч проти «Карпат-2» (0:5), причому один з 5 пропущених м'ячів був з пенальті після фолу Герети. 1 листопада вперше вийшов у стартовому складі в Прем'єр-лізі, пропустивши два м'ячі в програній (0:2) домашній грі проти СК «Дніпро-1». Втім, після трьох матчів, останнім з яких стала поразка проти «Динамо», Герета поступився місцем у стартовому складі Дмитрові Ледвію.

## Кар'єра в збірній
Наприкінці березня 2019 року викликався до складу юнацької збірної України (U-15) на товариські матчі проти румунських однолітків. Дебютував за юнацьку збірну 4 квітня 2019 року в переможному (2:0) поєдинку проти Румунії. Герета вийшов на поле на 41-й хвилині поєдинку. Учасник Турніру розвитку в Білорусі, де відіграв усі 90-хвилин у переможному (5:1) поєдинку проти господарів турніру.
У вересні 2020 року отримав дебютний виклик до складу юнацької збірної України (U-16) на матчі проти бельгійський одноліток. Разом з юнацькою збірною України (U-16) взяв участь у Кубку Єгейського моря.